# Clause d'indexation
 (mai 2020).
Si vous disposez d'ouvrages ou d'articles de référence ou si vous connaissez des sites web de qualité traitant du thème abordé ici, merci de compléter l'article en donnant les références utiles à sa vérifiabilité et en les liant à la section « Notes et références ».
Une clause d'indexation ou clause d'échelle mobile est une clause de contrat qui prévoit qu'un de ses éléments (prix, pension) évoluera en fonction de l'évolution d'une autre donnée (indicateur économique). 

## Les clauses d'indexation monétaire
En particulier, les clauses d'indexation rédigées dans les contrats d'achat ou de vente internationale visent à prévoir contractuellement les modalités de partage du risque de change de transaction entre l'acheteur et le vendeur, dans l'hypothèse où une variation du cours de change de la devise choisie par les parties interviendrait.
Fruits de négociations, il n'existe pas de clauses d'indexation que l'on pourrait qualifier de « types ». De manière non exhaustive, voici certains exemples de modalités selon lesquelles celle-ci peuvent être formulées :
- clause d'adaptation des prix proportionnelle aux fluctuations des cours de change
- clause d'indexation « tunnel »
- clause d'indexation sur une devise ou un panier de devises
- clause de risque partagé
- clauses multidevises
- clause d'option de devise

## Les clauses d'indexation en bail commercial
La fixation du prix du bail commercial est libre, mais sa révision triennale très encadrée par l'indice des loyers commerciaux ILC et l'indice des loyers des activités tertiaires ILAT. Toutefois, les parties ont fréquemment recours à des clauses de révision automatique par le biais de clause d'indexation ; clause qui a fait l'objet récent de controverses devant les juges. 
- Les juges sanctionnent les clauses d'indexation qui ne sont pas en adéquation avec la période de variation du loyer et la période de variation de l'indice choisi Toutefois, certains éléments de distorsion n’entraînent plus l'irrégularité de la clause (Cour de Cassation, 17 mai et 13 septembre 2018), dès lors que la distorsion est liée à une circonstance extérieure à la clause.